# Provincia del Tequendama
Tequendama es una provincia del departamento de Cundinamarca, en Colombia. Conformada por diez municipios, cuenta con aproximadamente 160.000 habitantes, sus tierras tienen la mayoría de los pisos térmicos pero prevalecen los templados, aptos para la producción de frutas. Su capital es La Mesa, su economía esencialmente agropecuaria, aunque presenta algunas industrias como la producción hidroeléctrica a través de las plantas generadoras de energía eléctrica ubicadas en los municipios de El Colegio y San Antonio del Tequendama.

## Etimología
El nombre Tequendama significa en lengua chibcha de los muisca; "el que precipitó hacia abajo".

## Turismo
El principal atractivo turístico es el Salto del Tequendama, ubicado en el municipio de Soacha, Cundinamarca,  (vereda San Francisco), catarata sobre el río Bogotá. También se destacan el zoológico de Santa Cruz en San Antonio del Tequendama, los balnearios en Anapoima y Apulo, el recorrido en tren de la montaña de Cachipay, y que decir del Festival del Café en el bello municipio de Viotá, capital cafetera por excelencia de Cundinamarca, Festival de los Reyes Magos y Reinado Departamental del Folclor en el municipio de Quipile, las festividades de Corpus Christi en Anolaima, etc. Las vías carreteables unen la totalidad de los municipios e inspecciones. Cuenta con numerosos ríos como El Curí, Bogotá, Apulo, entre otros.

## Municipios y sus centros poblados
- Anapoima

La Paz y San Antonio de Anapoima.
- Anolaima

Reventones, La Florida y Corralejas.
- Apulo
- Cachipay

Peña Negra.
- El Colegio

El Triunfo, La Victoria, Pradilla.
- La Mesa

San Joaquín, San Javier, La Esperanza.
- Quipile

La Sierra, Santa Marta, La Botica y La Virgen.
- San Antonio del Tequendama

Bellavista, Los Naranjos, Pradilla Este, Pueblo Nuevo, Santandercito, Villa Pradilla y Villa Shyn.
- Tena

La Gran Vía.
- Viotá

San Gabriel, Liberia y El Piñal.

## Galería fotográfica

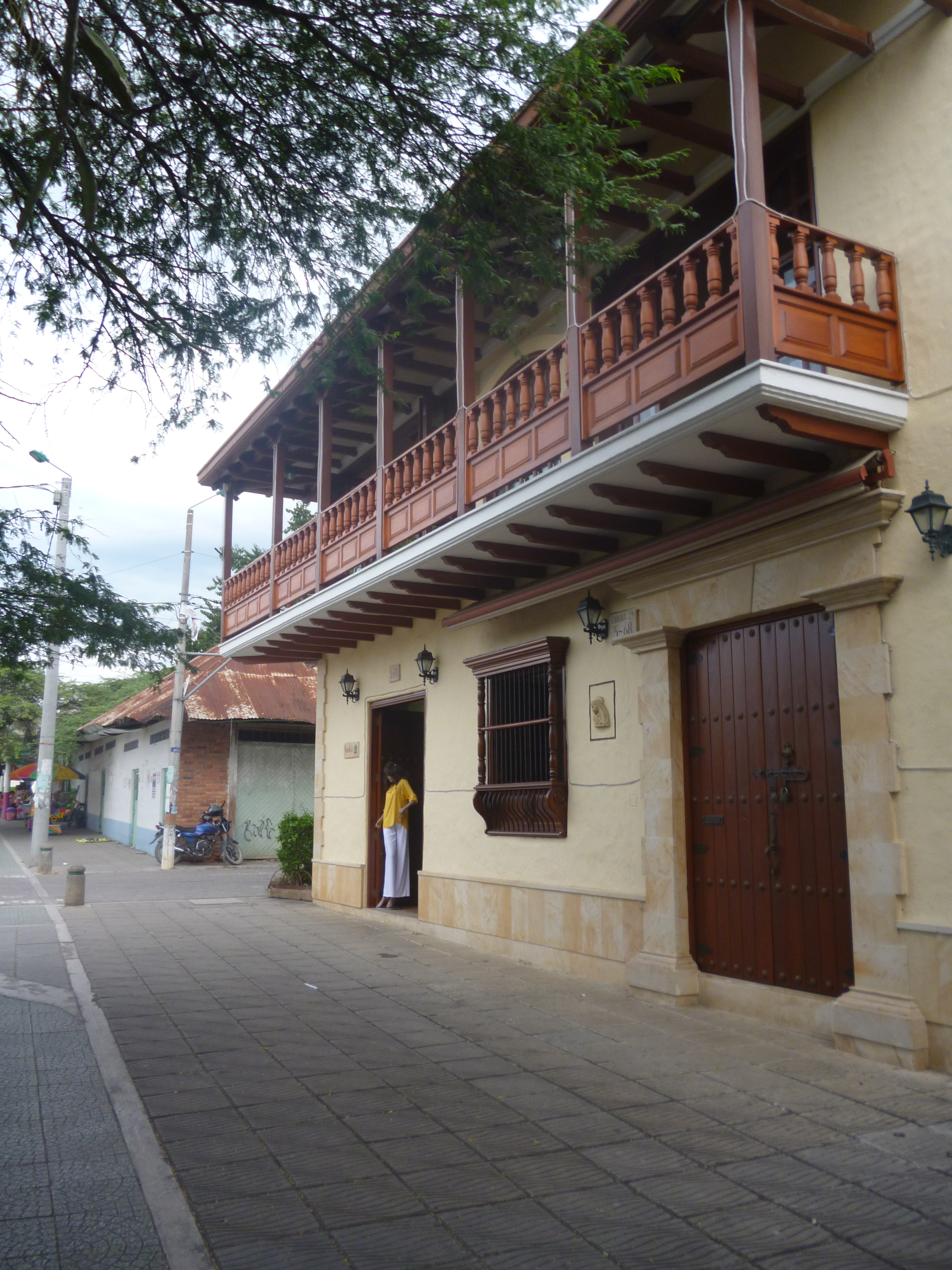
Casa colonial en Anapoima.
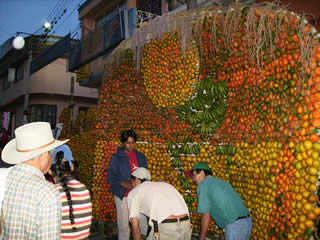
Arco de frutas hecho durante la celebración del Corpus Cristi, en Anolaima.
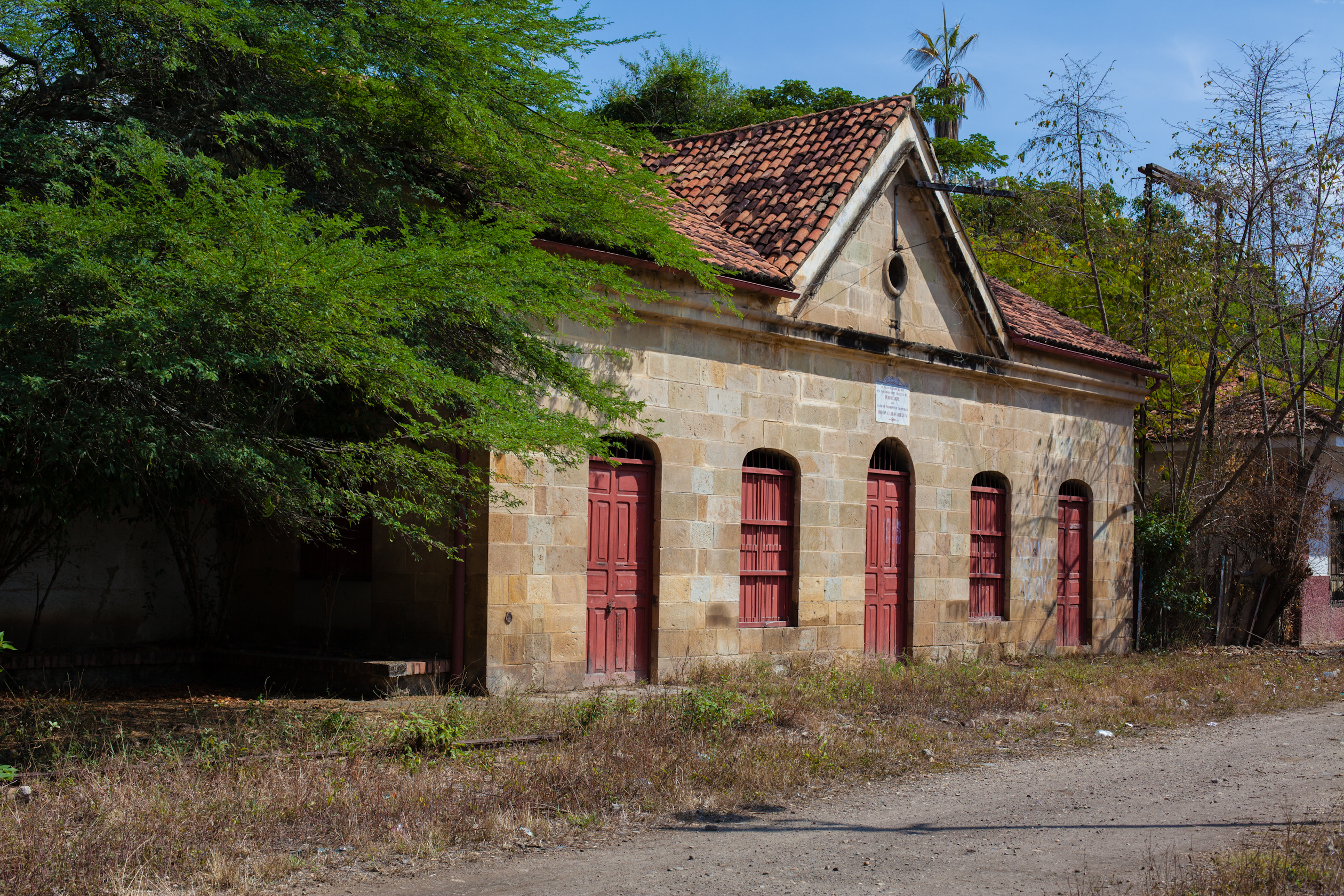
Antigua estación del ferrocarril de Apulo.
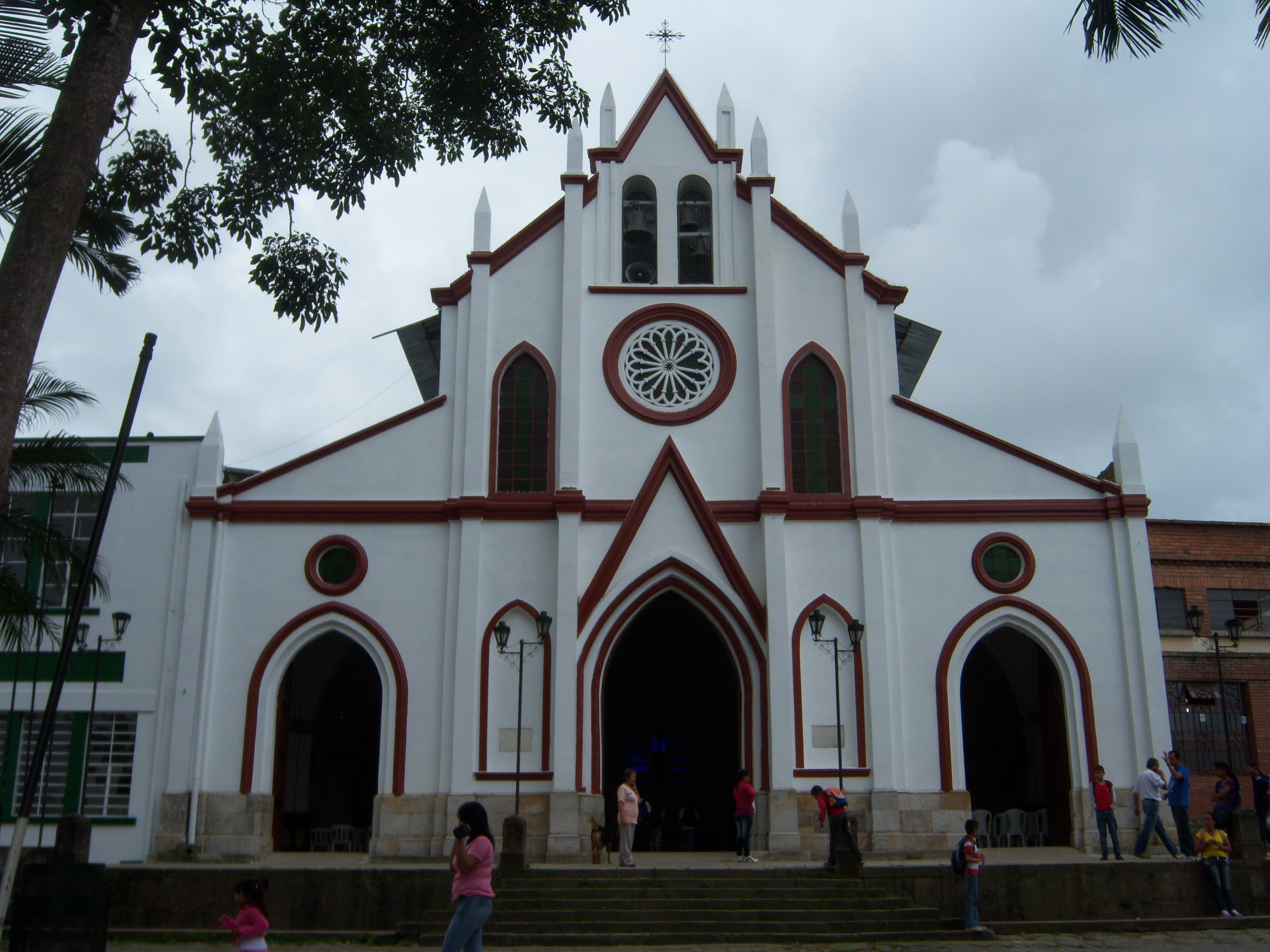
Templo parroquial de Cachipay.
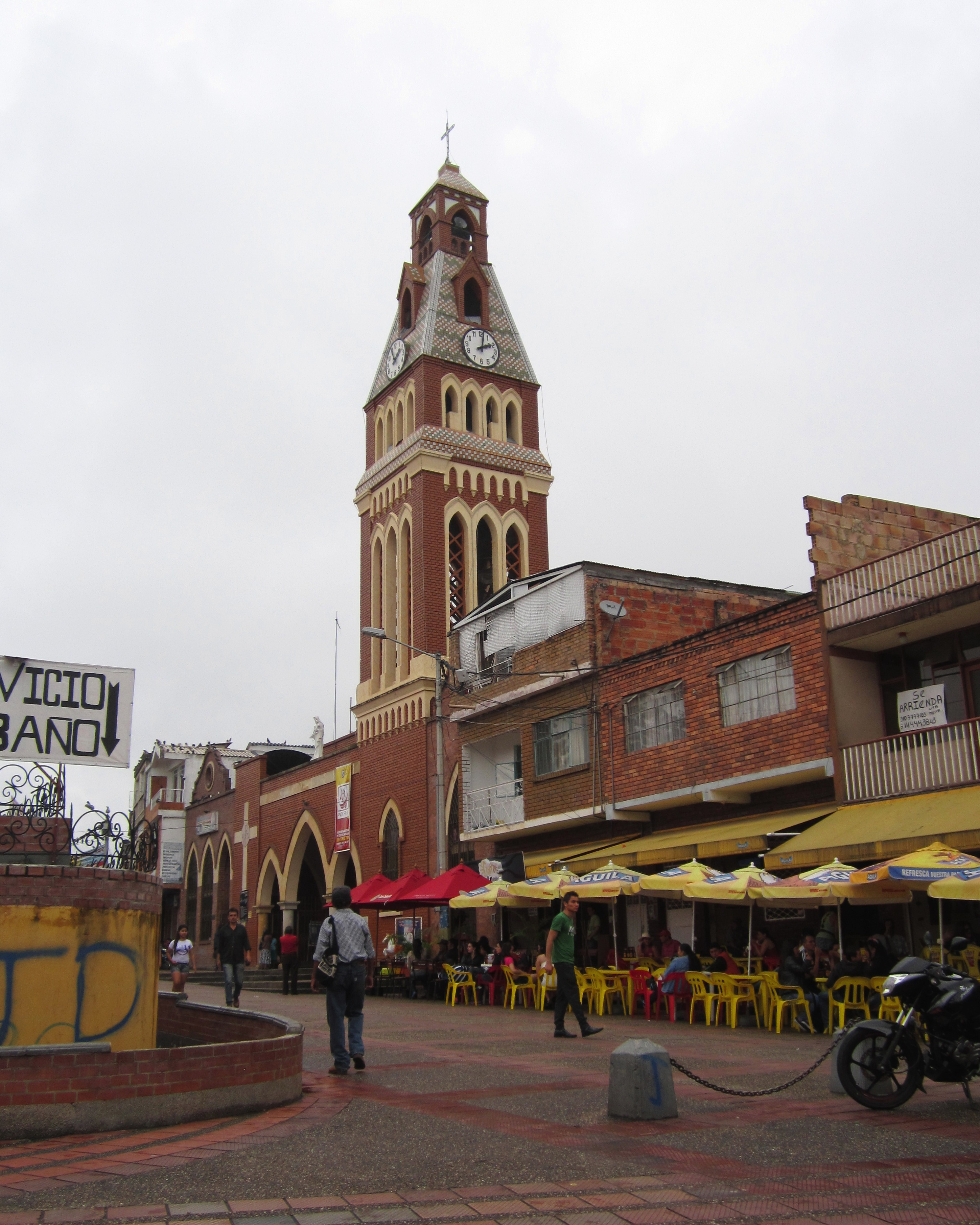
Templo parroquial de El Colegio.
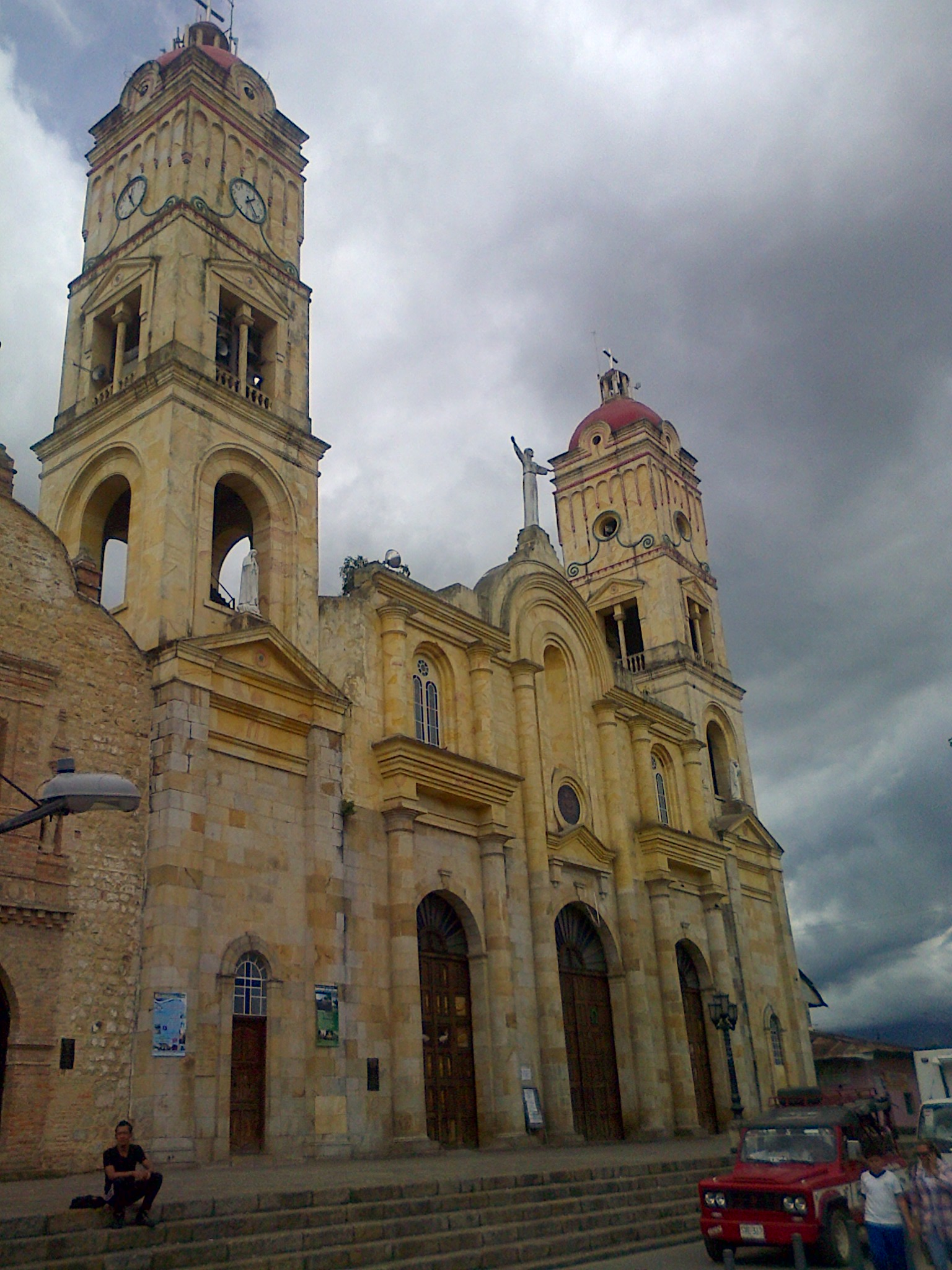
Iglesia de Santa Bárbara de La Mesa.
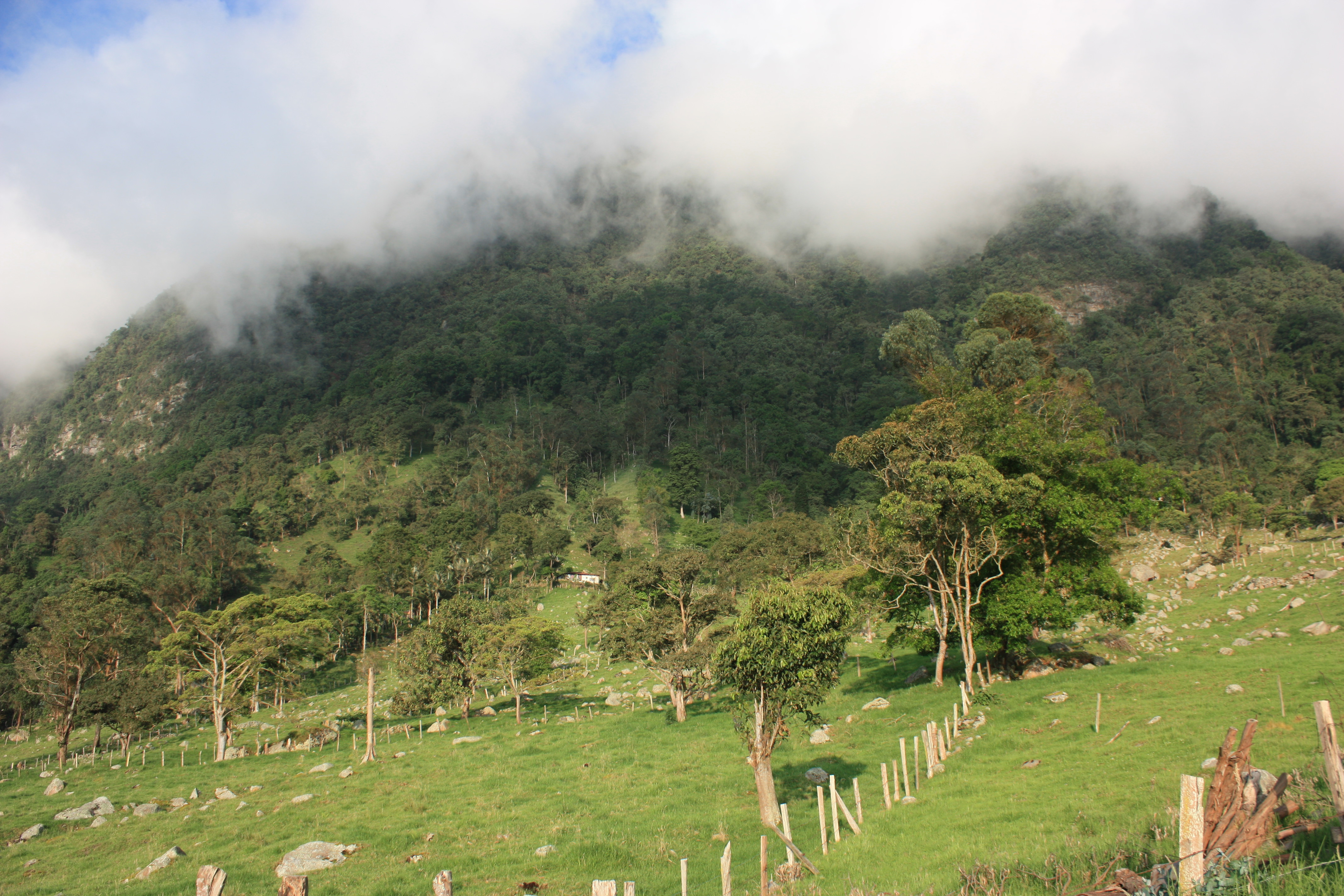
Vista rural de San Antonio del Tequendama.